# Escudo de Bilbao

Escudo de Bilbao (heráldico)

Escudo de Bilbao (versión ovalado)

El escudo de la villa de Bilbao data del siglo XVI. Ya aparece documentado en un grabado de la villa que fue realizado por el belga Franz Hohemberg en 1554.

## Heráldica
Su descripción heráldica o blasonamiento  es la siguiente:

En campo de plata un puente de dos ojos, sumado de la iglesia de San Antón de su color y a su siniestra dos lobos de sable andantes y en palo, sobre ondas de azur y plata.
Al timbre una corona real abierta o antigua que es un círculo de oro engastado de piedras preciosas y decorado de ocho florones, visible, interpolados de perlas; la corona forrada de gules. 
El todo rodeado de dos ramas cruzadas, en la diestra de laurel, de sinople frutada de gules, y en la siniestra de olivo, de sinople frutada de sable.

En este escudo figura la iglesia de San Antón y el puente de dos arcos situado en las proximidades de este templo. El río Nervión aparece representado bajo los arcos del puente mediante ondas de azur, color azul, y de plata, color blanco. La iglesia de San Antón o San Antonio, es un templo de estilo gótico que fue construido durante el siglo XV, cuenta con un pórtico renacentista y una torre que fue finalizada en el siglo XVIII.
A la izquierda de la iglesia de San Antón pueden observarse dos lobos de sable, color negro, colocados en palo, término empleado para indicar que varias figuras de un blasón se encuentran colocadas unas sobre de otras, en posición vertical. Los dos lobos andantes o pasantes es un emblema derivado de la heráldica de la casa de Haro, ya que Diego López V de Haro fundó la villa de Bilbao mediante una carta fundacional, o Carta Puebla en 1300, que fue confirmada por el rey Fernando IV de Castilla un año después. Los dos lobos pasantes de la casa de Haro también se incorporaron al antiguo escudo de Vizcaya y han aparecido reproducidos en numerosas armerías de familias y de municipios vizcaínos. 
En el timbre heráldico figura una corona real antigua o abierta, que fue empleada hasta el siglo XVI y que continúa figurando en la heráldica de muchas poblaciones y provincias españolas.
El escudo, de contorno ovalado, también se encuentra adornado en su exterior por una corona formada por una rama de laurel, situada en la derecha del escudo (a la izquierda del espectador), y otra de olivo, situada a su izquierda. Desde el siglo XIX, las armas de la villa de Bilbao suelen representarse en un escudo de forma ovalada. Los ornamentos mencionados, también se utilizan desde aquella época.
Los elementos del escudo bilbaíno figuran en otros emblemas populares de la ciudad, como el de su club de fútbol, el Athletic Club. También se han incorporado a las armas de la ciudad chilena de Constitución, en recuerdo a su fundación con el nombre de Nuevo Bilbao a finales del siglo XVIII.